# 内德·弗兰德
内德华·“内德”·弗兰德（Nedward "Ned" Flanders）是美国动画情景喜剧《辛普森一家》中的一位虚构的常设角色，由哈里·希勒配音，首次出现在系列的首集“Simpsons Roasting on an Open Fire”。他是辛普森家的邻居，时常为霍默·辛普森所憎恶。内德是一名虔诚的基督徒，他是春田镇居民中最友善且最富同情心的人，他通常亦被看作是春田镇社会的支柱。
内德·弗兰德是《辛普森一家》中首批独立出现于辛普森家族以外的角色之一，后来他还曾经成为几集动画的中心角色，其中的第一次是在第二季的“Dead Putting Society”一集。
在政治上，内德·弗兰德想联合天主教徒战胜他们共同的敌人——共产党和大减价。
2014年，内德的名字在FOX台灣頻道配音版改為王滷肉或魯肉王（一般場合稱呼隔壁老王）。